# ゴルフ倶楽部ゴールドウィン
ゴルフ倶楽部ゴールドウィン（ゴルフくらぶゴールドウィン）は、富山県小矢部市にあるゴルフ場。

## 住所
〒932-0127
富山県小矢部市興法寺1番地

## 概要
丘陵・林間コース。コース全体はフラットだが、フェアウェイがうねり、ラフにもいくつもマウンドがあって距離の割に難度は高い。また食事処「旬亭」はゴルフ場を利用しない一般客でも利用できる。
隣接して、千羽平ゴルフクラブが存在している。
2024年1月1日に発生した能登半島地震の影響により、14番でフェアウェーの一部がカート道ごと大きく崩落し、2月末まで休業した。パー4の14番は工事の為、4月の途中までパー3とする。

## アクセス
北陸自動車道 小矢部ICから4km。 